# Erik Rune
Erik Hjalmar Rune, född den 3 maj 1897 i  Borgviks församling, Värmlands län, död den 20 oktober 1991 i Höörs församling, Malmöhus län, var en svensk militär. Han var dotterson till Axel Ekstedt, son till Albin Rune, bror till Axel och Lars Rune samt far till Christer och Valle Rune.
Rune blev fänrik vid Göta livgarde 1917 och löjtnant vid Värmlands regemente 1920. Han befordrades till major vid Norra skånska infanteriregementet 1940, till överstelöjtnant vid Västernorrlands regemente 1944 och till överste 1950. Rune var befälhavare för Kalix försvarsområde 1949–1953 och för Örebro försvarsområde 1953–1957. Han blev riddare av Svärdsorden 1938 och kommendör av samma orden 1957.